# Burmistrzowie Łasina
Burmistrzami Łasina na przestrzeni wieków byli zarówno Polacy jak i Niemcy co wynikało ze złożonej historii miasta. Zasadźcą (otrzymał urząd sołtysa) był Jan z Lasu (po łac. De Nemore) któremu Krzyżacy wydali przywilej na założenie miasta na prawie magdeburskim w 1298 roku. Kolejnymi burmistrzami Łasina byli:

## I Rzeczpospolita1461–1772
- Michał Kreczmer[2] (sołtys wsi Łasin 1526)
- Sebastian Michał Godiński[3] (1718)
- Wacław Nowacki[3] (1729)
- Jan Kędziorka[3] (1735)
- Jan Porzych[3] (1756)
- Jan Choroszyński[3] (1758)
- Adam Lisiński[3] (1766)

## Zabór pruski1772–1920
- Rafalski[4] (1859)
- Otto Wetzel[5] (ok. 1884 r.)
- Jan Chruścielewski[5] (1893–1905)
- Hans Rietz[5] (1905–1920)

## II Rzeczpospolita1920–1939
- Edmund Baranowski (komisaryczny burmistrz Łasina[5] od 5 marca 1920 roku)
- Stefan Tomczyński[5][6] (od 21 lipca 1920 do 1939)
- Kazimierz Szlosowski (wiceburmistrz od 1925)

## Polska Rzeczpospolita Ludowa
- Józek Kreis[7] (1945)
- Edmund Szlosowski[5] (od 27 maja 1945)

## III Rzeczpospolitapo 1989
- Wacław Szramowski[5] (1990–1994)
- Jan Kowarowski[5][8] (1994–2006)
- Franciszek Kawski (od 2006[9], wybrany na druga kadencję[10] w 2010 roku)
- Rafał Kobylski (od 1 grudnia 2014 roku[11])